# 亞森角
62°39′11″S 60°35′48″W / 62.65306°S 60.59667°W

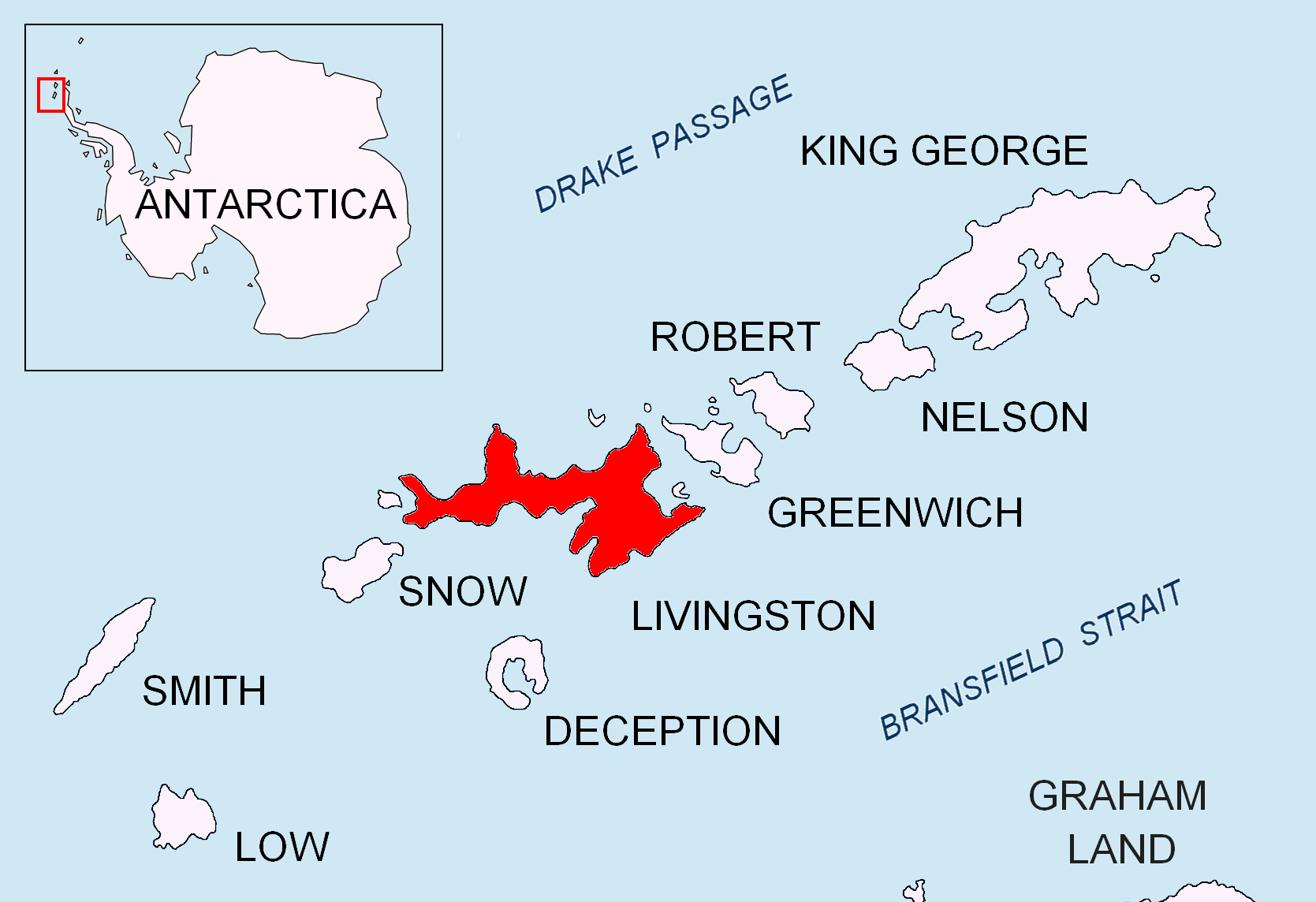

亞森角（Yasen Point），是南極洲的海岬，位於南設得蘭群島的利文斯頓島南岸，處於漢娜角東北面0.87公里和埃雷比角西南面7.3公里，以保加利亞城鎮命名，現時由南極條約體系管理。